# Оук-Гіллс (Пенсільванія)
Оук-Гіллс (англ. Oak Hills) — переписна місцевість (CDP) в США, в окрузі Батлер штату Пенсільванія. Населення — 2382 особи (2020).

## Географія
Оук-Гіллс розташований за координатами 40°49′34″ пн. ш. 79°54′55″ зх. д. / 40.82611° пн. ш. 79.91528° зх. д. (40.826215, -79.915206).  За даними Бюро перепису населення США в 2010 році переписна місцевість мала площу 8,68 км², уся площа — суходіл.

## Демографія
Згідно з переписом 2010 року, у переписній місцевості мешкали 2333 особи в 1058 домогосподарствах у складі 671 родини. Густота населення становила 269 осіб/км².  Було 1102 помешкання (127/км²).
Расовий склад населення:
| - 97,0 % — білих - 1,2 % — чорних або афроамериканців - 0,4 % — азіатів - 0,1 % — корінних американців |

До двох чи більше рас належало 0,9 %. Частка іспаномовних становила 1,2 % від усіх жителів.
За віковим діапазоном населення розподілялося таким чином: 19,3 % — особи молодші 18 років, 64,4 % — особи у віці 18—64 років, 16,3 % — особи у віці 65 років та старші. Медіана віку мешканця становила 43,9 року. На 100 осіб жіночої статі у переписній місцевості припадало 91,4 чоловіків;  на 100 жінок у віці від 18 років та старших — 87,3 чоловіків також старших 18 років.
Середній дохід на одне домашнє господарство  становив 78 227 доларів США (медіана — 68 708), а середній дохід на одну сім'ю — 90 010 доларів (медіана — 82 841). Медіана доходів становила 54 479 доларів для чоловіків та 53 906 доларів для жінок. За межею бідності перебувало 14,9 % осіб, у тому числі 37,1 % дітей у віці до 18 років та 0,5 % осіб у віці 65 років та старших.
Цивільне працевлаштоване населення становило 1208 осіб. Основні галузі зайнятості: освіта, охорона здоров'я та соціальна допомога — 29,1 %, виробництво — 18,5 %, роздрібна торгівля — 9,5 %, публічна адміністрація — 9,5 %.